# Собор Всіх Святих (Дербі)

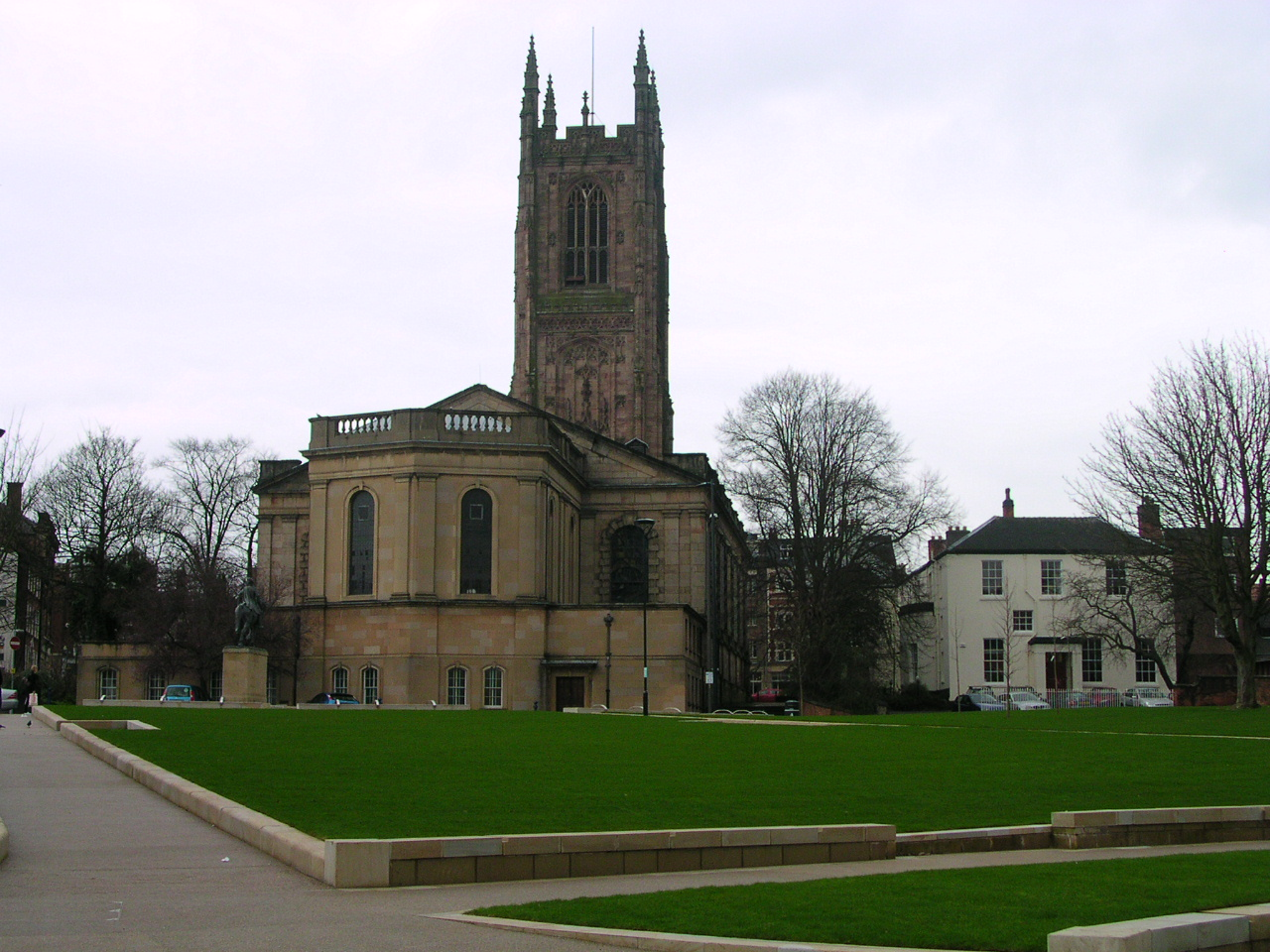
Вид на собор

Собор Всіх Святих (англ. Cathedral of All Saints) — кафедральний собор в місто е Дербі (у Кафедральному кварталі), офіційна резиденція єпископа Дербі.
Кафедральний собор Дербі будувався з середини XIV століття, ймовірно, на основі раніше існуючої будівлі. Відомо лише, що на місці собору була церква, вперше згадана в середині X століття. Башта собору побудована в 1510 - 1530 роках в перпендикулярному готичному стилі. У 1725 році архітектор Джеймс Гіббс перебудував собор, додавши елементи в стилі класицизму.
Висота вежі собору становить близько 65 м. Площа собору - 1017 м², що робить його найменшим англіканським собором в Англії.
У соборі поховані представники аристократичного сімейства Кавендіш.